# Coney Island Baby
Coney Island Baby – szósty studyjny album Lou Reeda, wydany w grudniu 1975. Nagrań dokonano pomiędzy 18 a 28 października 1975 w nowojorskim Mediasound Studios. Do reedycji CD w 2006 dołączono sześć utworów dodatkowych.

## Lista utworów
1. "Crazy Feeling" (L. Reed) – 2:56
2. "Charley's Girl" (L. Reed) – 2:36
3. "She's My Best Friend" (L. Reed) – 6:00
4. "Kicks" (L. Reed) – 6:06
5. "A Gift" (L. Reed) – 3:47
6. "Ooohhh Baby" (L. Reed) – 3:45
7. "Nobody's Business" (L. Reed) – 3:41
8. "Coney Island Baby" (L. Reed) – 6:36

reedycja 2006
1. "Nowhere at All" (L. Reed) – 3:17
2. "Downtown Dirt" (L. Reed) – 4:18
3. "Leave Me Alone" (L. Reed) – 5:35
4. "Crazy Feeling" (L. Reed) – 2:39
5. "She's My Best Friend" (L. Reed) – 4:08
6. "Coney Island Baby" (L. Reed) – 5:41

- utwór 9 nagrywano 18 i 21 listopada 1975 w nowojorskim Mediasound Studios
- utwory 10, 12-14 nagrywano 3, 4 i 6 stycznia 1975 w nowojorskim Electric Lady Studios
- utwór 11 nagrywano 19 i 20 października 1975 w nowojorskim Mediasound Studios

## Skład
- Lou Reed – śpiew, gitara, fortepian
- Bob Kulick – gitara
- Bruce Yaw – gitara basowa
- Michael Suchorsky – perkusja
- Joanne Vent – dalszy śpiew
- Michael Wendroff – dalszy śpiew
- Godfrey Diamond – dalszy śpiew
- Doug Yule – gitara basowa w 10, 12-14, gitara w 12-14
- Bob Meday – perkusja w 10, 12-14
- Michael Fonfara – instr. klawiszowe w 10, 12-14

produkcja
- Lou Reed – producent
- Godfrey Diamond – producent
- Steve Katz – producent (10, 12-14)